# Brookesia lineata
Brookesia lineata is een hagedis uit de familie kameleons (Chamaeleonidae).

## Naam en indeling
Het is een van de kortstaartkameleons uit het geslacht Brookesia. De wetenschappelijke naam van de soort werd voor het eerst voorgesteld door Christopher John Raxworthy en Ronald Archie Nussbaum in 1995. De soortaanduiding lineata betekent vrij vertaald 'gestreept'.

## Verspreiding en habitat
De kameleon komt endemisch voor in Madagaskar, en is alleen te vinden in het noorden van het land.
De habitat bestaat uit de strooisellaag van vochtige tropische bossen. De soort is aangetroffen op een hoogte van ongeveer 1100 tot 1200 meter boven zeeniveau.

## Beschermingsstatus
Door de internationale natuurbeschermingsorganisatie IUCN is de beschermingsstatus 'bedreigd' toegewezen (Endangered of EN).